# سامرس پوینت (نیوجرسی)
سامرس پوینت (به انگلیسی: Somers Point) شهری در ایالت نیوجرسی کشور ایالات متحده آمریکا است که جمعیت آن در سرشماری سال ۲۰۱۰ میلادی، ۱۰٬۷۹۵ نفر بوده‌است.